# Ольховатська селищна рада
Ольховатська селищна рада — орган місцевого самоврядування у Бахмутському районі Донецької області. Адміністративний центр — селище міського типу Ольховатка.

## Історія
11 грудня 2014 року Верховна Рада України збільшила територію Бахмутського району у тому числі за рахунок передачі до його складу 8035 гектарів земель Ольховатської селищної ради Єнакієвської міської ради (у тому числі території села Весела Долина, селища міського типу Ольховатка, селища Данилове, селища Іллінка, селища Рідкодуб, селища Кам'янка).

## Населені пункти
Селищній раді підпорядковані населені пункти:
- смт Ольховатка
- с. Весела Долина
- с-ще Данилове
- с-ще Іллінка
- с-ще Кам'янка
- с-ще Рідкодуб

## Склад ради
Рада складається з 24 депутатів та голови.

### Депутати
За результатами місцевих виборів 2010 року депутатами ради стали:

#### За суб'єктами висування
| Суб'єкт висування           | Кількість обраних депутатів | %    |
| --------------------------- | --------------------------- | ---- |
| Комуністична партія України | 13                          | 54,2 |
| Партія регіонів             | 11                          | 45,8 |

#### За округами
| № округу                    | Прізвище, ім'я, по батькові      | Дата визнання обраним | Освіта                    | Партійна приналежність            | Відомості про обраного депутата                                                             |
| --------------------------- | -------------------------------- | --------------------- | ------------------------- | --------------------------------- | ------------------------------------------------------------------------------------------- |
| Комуністична партія України |                                  |                       |                           |                                   |                                                                                             |
| 1                           | Кострикіна Галина Іванівна       | 02.11.2010            | Освіта вища               | позапартійна                      | навчально-виховний комплекс № 16, вчитель                                                   |
| 10                          | Коптікова Олена Іванівна         | 02.11.2010            | Освіта середня спеціальна | позапартійна                      | СП "Шахта «Ольховатська» ДП «Орджонікідзевугілля», машиніст вентиляційних установок         |
| 12                          | Резніченко Ольга Леонідівна      | 02.11.2010            | Освіта середня            | позапартійна                      | домогосподарка                                                                              |
| 13                          | Тищук Олександр Миколайович      | 02.11.2010            | Освіта середня спеціальна | позапартійний                     | пенсіонер                                                                                   |
| 14                          | Макар Наталя Федорівна           | 02.11.2010            | Освіта середня            | позапартійна                      | СП "Шахта «Ольховатська» ДП «Орджонікідзевугілля», пробовідбірник                           |
| 15                          | Яровой Микола Миколайович        | 02.11.2010            | Освіта вища               | член Комуністичної партії України | пенсіонер                                                                                   |
| 16                          | Вендель Віталій Володимирович    | 02.11.2010            | Освіта вища               | позапартійний                     | СПД                                                                                         |
| 17                          | Ярова Ніна Миколаївна            | 02.11.2010            | Освіта середня            | член Партії регіонів              | СП "Шахта «Ольховатська» ДП «Орджонікідзевугілля», маляр                                    |
| 18                          | Зубкова Наталя Василівна         | 02.11.2010            | Освіта середня            | позапартійна                      | домогосподарка                                                                              |
| 20                          | Каплун Тамара Валеріївна         | 02.11.2010            | Освіта середня            | член Комуністичної партії України | СП "Шахта «Ольховатська» ДП "Орджонікідзевугілля, машиніст насосних установок               |
| 21                          | Топорова Вікторія Іванівна       | 02.11.2010            | Освіта вища               | позапартійна                      | СП "Шахта «Ольховатська» ДП "Орджонікідзевугілля, гірничий робітник                         |
| 22                          | Ашуркіна Ніна Арсентіївна        | 02.11.2010            | Освіта вища               | позапартійна                      | СП "Шахта «Ольховатська» ДП "Орджонікідзевугілля, провідний інженер                         |
| 23                          | Чернобрива Олена Володимирівна   | 02.11.2010            | Освіта вища               | позапартійна                      | навчально-виховний комплекс № 16, вчитель                                                   |
| Партія регіонів             |                                  |                       |                           |                                   |                                                                                             |
| 2                           | Гайдучик Галина Анатоліївна      | 02.11.2010            | Освіта середня спеціальна | член Партії регіонів              | домогосподарка                                                                              |
| 3                           | Крапівіна Олена Олександрівна    | 02.11.2010            | Освіта середня            | член Партії регіонів              | СП "Шахта «Ольховатська» ДП «Орджонікідзевугілля», робоча                                   |
| 4                           | Даниленко Вячеслав Олександрович | 02.11.2010            | Освіта середня            | член Партії регіонів              | СП "Шахта «Ольховатська» ДП «Орджонікідзевугілля», підземний електрослюсар                  |
| 5                           | Подгорна Людмила Григорівна      | 02.11.2010            | Освіта вища               | член Партії регіонів              | СП "Шахта «Ольховатська» ДП «Орджонікідзевугілля», головний маркшейдер                      |
| 6                           | Вівчарук Віра Вікторівна         | 02.11.2010            | Освіта середня спеціальна | позапартійна                      | ПП «Вівчарук», приватний підприємець                                                        |
| 7                           | Мазіна Олена Артемівна           | 02.11.2010            | Освіта вища               | член Партії регіонів              | СП "Шахта «Ольховатська» ДП «Орджонікідзевугілля», заступник директора з економічних питань |
| 8                           | Мотрено Раїса Іванівна           | 02.11.2010            | Освіта середня            | позапартійна                      | домогосподарка                                                                              |
| 9                           | Каюкова Лілія Миколаївна         | 02.11.2010            | Освіта середня спеціальна | член Партії регіонів              | КЛПУ «Амбулаторія загальної практики сімейної медицини смт Ольховатка», медична сестра      |
| 11                          | Ареф'єв Віктор Миколайович       | 02.11.2010            | Освіта середня            | позапартійний                     | пенсіонер                                                                                   |
| 19                          | Блинова Галина Павлівна          | 02.11.2010            | Освіта середня спеціальна | член Партії регіонів              | СП "Шахта «Ольховатська» ДП «Орджонікідзевугілля», начальник розрахункового відділу         |
| 24                          | Ольшанська Олена Валеріївна      | 02.11.2010            | Освіта вища               | позапартійна                      | навчально-виховний комплекс № 16, вчитель                                                   |